# Gardenia truncata
Gardenia truncata är en tvåhjärtbladig växtart som beskrevs av William Grant Craib. Gardenia truncata ingår i släktet Gardenia och familjen måreväxter.
Artens utbredningsområde är Thailand. Inga underarter finns listade i Catalogue of Life.